# Batarà capnegre
El batarà capnegre (Sakesphorus canadensis) és una espècie d'ocell de la família dels tamnofílids (Thamnophilidae).

## Hàbitat i distribució
Habita el bosc obert, sabana, manglars, arbusts, terres de conreu i zones àride amb cactus, a les terres baixes fins als 500 m del nord i est de Colòmbia, Veneçuela, Guaiana, nord-est de Perú i nord-oest del Brasil amazònic.

## Taxonomia
Alguns autors consideren la població pròpia del nord de Colòmbia i oest de Veneçuela una espècie de ple dret:
- Sakesphorus pulchellus - batarà caratacat.[3]